# 相良三十三観音霊場
相良三十三観音霊場（さがらさんじゅうさんかんのんれいじょう）は、熊本県人吉市及び球磨郡内にある33ヶ所の観音霊場。33の札所にある35の観音堂をめぐる（22番と24番の観音堂が同一札所にある）。
18世紀の終わり頃、観音菩薩の三十三の悲願にちなんで選定され、巡礼の地とされるようになった。
観音像の半分以上は通常は見る事が叶わず、春と秋の彼岸時期など特別な日にのみ一斉に開帳される。廻る際は順番通り廻っても、順不同でも構わない。
以下に観音像名、その読み、観音像の種類、所在地、常時開帳か限定開帳かを記す。

## 観音一覧
| No. | 観音像           | 像の読み                   | 像の種類   | 所在地           | 開帳の形式 |
| --- | ---------------- | -------------------------- | ---------- | ---------------- | ---------- |
| 1   | 清水観音         | きよみずかんのん           | 千手観音   | 人吉市願成寺町   | 常時開帳   |
| 2   | 中尾観音         | なかおかんのん             | 千手観音   | 人吉市浪床町     | 限定開帳   |
| 3   | 矢瀬が津留観音   | やぜがつるかんのん         | 十一面観音 | 人吉市西間上町   | 限定開帳   |
| 4   | 三日原観音       | さんじがはるかんのん       | 聖観音     | 人吉市下戸越町   | 限定開帳   |
| 5   | 鵜口観音         | うのくちかんのん           | 十一面観音 | 球磨村三ヶ浦鵜口 | 限定開帳   |
| 6   | 嵯峨里観音       | さがりかんのん             | 十一面観音 | 人吉市下原田町   | 限定開帳   |
| 7   | 石室観音         | いしむろかんのん           | 聖観音     | 人吉市下原田町   | 常時開帳   |
| 8   | 湯の元観音       | ゆのもとかんのん           | 聖観音     | 人吉市温泉町     | 限定開帳   |
| 9   | 村山観音         | むらやまかんのん           | 千手観音   | 人吉市城本町     | 常時開帳   |
| 10  | 瀬原観音         | せはらかんのん             | 聖観音     | 人吉市九日町     | 常時開帳   |
| 11  | 永田（芦原）観音 | ながた（あしはら）かんのん | 聖観音     | 人吉市瓦屋町     | 常時開帳   |
| 12  | 合戦嶺観音       | かしのみねかんのん         | 聖観音     | 山江村山田       | 常時開帳   |
| 13  | 観音寺観音       | かんのんじかんのん         | 聖観音     | 人吉市願成寺町   | 限定開帳   |
| 14  | 十島観音         | としまかんのん             | 聖観音     | 相良村柳瀬       | 限定開帳   |
| 15  | 蓑毛観音         | みのもかんのん             | 十一面観音 | 相良村柳瀬       | 限定開帳   |
| 16  | 深水観音         | ふかみかんのん             | 聖観音     | 相良村深水       | 限定開帳   |
| 17  | 上園観音         | うえんそんかんのん         | 聖観音     | 相良村川辺       | 限定開帳   |
| 18  | 廻り観音         | めぐりかんのん             | 聖観音     | 相良村川辺廻り   | 限定開帳   |
| 19  | 内山観音         | うちやまかんのん           | 千手観音   | あさぎり町深田   | 限定開帳   |
| 20  | 植深田観音       | うえふかだかんのん         | 聖観音     | あさぎり町深田   | 限定開帳   |
| 21  | 永峰観音         | ながみねかんのん           | 如意輪観音 | あさぎり町深田   | 限定開帳   |
| 22  | 上手観音         | うわてかんのん             | 聖観音     | あさぎり町須恵   | 限定開帳   |
| 22  | 覚井観音         | かくいかんのん             | 十一面観音 | あさぎり町須恵   | 常時開帳   |
| 23  | 栖山観音         | すやまかんのん             | 千手観音   | 多良木町栖山     | 常時開帳   |
| 24  | 生善院観音       | しょうぜんいんかんのん     | 聖観音     | 水上村岩野       | 限定開帳   |
| 24  | 龍泉寺観音       | りゅうせんじかんのん       | 聖観音     | 水上村岩野       | 常時開帳   |
| 25  | 普門寺観音       | ふもんじかんのん           | 六観音     | 湯前町下城       | 限定開帳   |
| 26  | 上里の町観音     | かみざとのまちかんのん     | 聖観音     | 湯前町上里       | 限定開帳   |
| 27  | 宝陀寺観音       | ほうだじかんのん           | 十一面観音 | 湯前町東方       | 限定開帳   |
| 28  | 中山観音         | なかやまかんのん           | 聖観音     | 多良木町奥野     | 限定開帳   |
| 29  | 宮原観音         | みやはらかんのん           | 聖観音     | あさぎり町岡原   | 限定開帳   |
| 30  | 秋時観音         | あきときかんのん           | 十一面観音 | あさぎり町上     | 限定開帳   |
| 31  | 土屋観音         | つちやかんのん             | 聖観音     | 錦町一武土屋     | 常時開帳   |
| 32  | 新宮寺観音       | しんぐうじかんのん         | 六観音     | 錦町西           | 常時開帳   |
| 33  | 赤池観音         | あかいけかんのん           | 聖観音     | 人吉市赤池水無町 | 限定開帳   |